# Guanozin-difoszfát
A guanozin-difoszfát, röviden GDP nukleozid-difoszfát. A difoszforsav guanozinnal alkotott észtere. Difoszfátcsoportból, ribózból és guaninból áll.
A GDP-t a GTPázok, például a sejtkommunikációban fontos G-proteinek a guanozin-trifoszfát (GTP) defoszforilációjával állítják elő. A GDP-t a piruvát-kináz a foszfoenolpiruvát révén alakítja GTP-vé.

## Keletkezés

### GTP hidrolízise GDP-vé
A GTP GDP-vé való hidrolízisét a GTPázok könnyítik, melyekben az állandósult aktív helyi GTPázaktiváló fehérje motívum (GAP) található. Először egy víz kerül az aktív hely aminosavjaihoz. Ez a GTP 3. foszfátjával reagál, ötértékű köztes állapotot létrehozva. Ezt az aktív hely aminosavjaival – beleértve a katalitikus aminosavakat – való kölcsönhatás stabilizálja Így e foszfát lebomlik, és szervetlen foszfát (Pi) keletkezik. E lépés a GDP-felszabadulást segítő konformációs változást idéz elő az enzimben.

## Biokémiai funkciók

### Sejtbeli jelzés
A GDP a sejtbeli jelzőfolyamatokban a GTPázaktivitás fontos szabályzójaként van jelen. A GTPázok aktív GTP-kötött és inaktív GDP-kötött állapot közt váltakozó molekuláris váltók. A GDP–GTP átalakulás erősen szabályozott és molekuláris időzítőként működik a jeltranszdukciós utakban. Ha egy sejten kívüli jel egy G-protein-kapcsolt receptor (GPCR) aktivációját okozza, a megfelelő G-protein a kötött GDP-t GTP-re cseréli, konformációs változást és későbbi jelkaszkádok aktivációját okozva. Ez számos sejtválaszt, például a génexpresszió-modulációt, a sejtváz-átrendeződést és az enzimaktivitás-szabályzást stimulálja. A GTP hidrolízise GDP-vé a G-protein GTPázaktivitásával helyreállítja az inaktív állapotot, véget vetve a jelzésnek.

### Citromsavciklus
A citromsavciklus 6. lépése során a GDP-képző szukcinil-koenzim A-szintetáz 1 GDP-molekulát 1 GTP-tá alakít. E reakció során azonban ADP is alakulhat ATP-tá. Az állatokban az ADP- és GDP-képző szukcinil-koenzim A-szintetáz is jelen van, míg növényekben csak az ADP-képző van.
A keletkező GTP-t a nukleozid-difoszfát-kináz felhasználhatja ATP létrehozására, a katalizált reakció: {\displaystyle {\ce {GTP +ADP ->GDP +ATP}}}.

## Fordítás
Ez a szócikk részben vagy egészben  a   Guanosine diphosphate című angol Wikipédia-szócikk ezen változatának fordításán alapul.  Az eredeti cikk szerkesztőit annak laptörténete sorolja fel. Ez a jelzés csupán a megfogalmazás eredetét és a szerzői jogokat jelzi, nem szolgál a cikkben szereplő információk forrásmegjelöléseként.